# Mirsad Fazlagić
Mirsad Fazlagić (4 d'abril de 1943) és un exfutbolista bosnià de les dècades de 1960 i 1970 i entrenador.
Fou 19 cops internacional amb la selecció iugoslava.
Pel que fa a clubs, defensà els colors de Borac Čapljina, FK Željezničar i FK Sarajevo.

## Palmarès
Sarajevo
- Lliga iugoslava de futbol: 1966-67